# Моляры

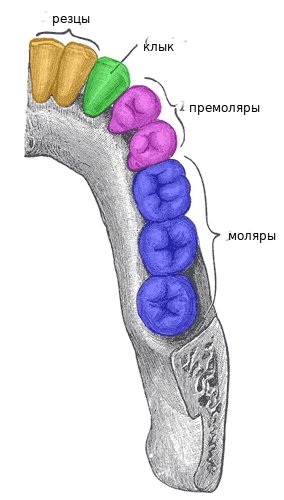
Коренные зубы правой половины нижней зубной арки. Вид сверху.

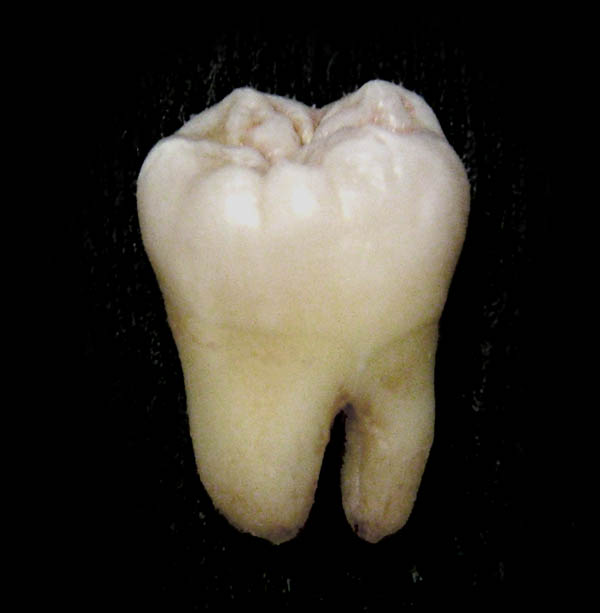
Моляр

Урна в виде коренного зуба

Моля́ры — зубы, служащие в основном для первичной механической обработки пищи.

## Моляры человека
Моляры — это шестые, седьмые и восьмые зубы постоянного ряда или четвёртые и пятые зубы молочного ряда с левой и правой стороны челюсти. Они находятся позади премоляров. Редко (чаще у представителей австралоидной расы) встречаются дополнительные, четвёртые моляры (третьи — это зубы мудрости).
Моляры обычно имеют три корня и, как правило, четыре канала на верхней челюсти и два корня, три канала — на нижней. Первые верхние моляры имеют 3 канала в 7 %, 4 канала — в 90 %, 5 каналов — в 3 % случаев. Вторые моляры верхней челюсти имеют 3 канала — в 60 %, 4 канала — в 40 % случаев. У третьих моляров верхней челюсти чаще встречаются зубы с 3 корнями и 3 каналами, однако может быть 2, 4 и 5 корней.
Корневые каналы моляров отходят от полости зуба в виде тонких ответвлений. Устье четвёртого канала первых и вторых верхних моляров располагается на линии, которая соединяет устье мезиально-щёчного и нёбного каналов.
Первый моляр нижней челюсти больше второго и третьего моляров.
У первого моляра нижней челюсти 5 бугров на жевательной поверхности — 3 вестибулярных (медиально-вестибулярный, дистально-вестибулярный) и 2 оральных. У второго моляра нижней челюсти 4 бугра на жевательной поверхности — 2 вестибулярных (медиально-вестибулярный, дистально-вестибулярный) и 2 оральных.

## Трибосфенические моляры
У большинства млекопитающих из подкласса звери (лат. Theria) жевательные поверхности моляров в исходном состоянии представляют собой треугольники с расположенными на них тремя (или более) буграми, связанными между собой острыми гребнями:
- Тригон — верхний (на верхней челюсти) треугольник; своей вершиной обращён к языку (лингвально)
- Тригонид — нижний (на нижней челюсти) треугольник; своей вершиной обращён к щеке (буккально)

При смыкании моляры каждой из челюстей вклиниваются между соседними молярами противолежащей челюсти и гребни сторон тригона и тригонида действуют как разрезающий аппарат.
- Протокон и протоконид — вершинные бугры на зубах верхней и нижней челюсти соответственно
- Паракон и параконид — аналогично передние бугры
- Метакон и метаконид — аналогично задние бугры[3]

Моляры нижней челюсти позади тригонида имеют обычно хорошо выраженный выступ — талонид (пятка). В середине у него имеется углубление (бассейн) и невысокие бугры по краям. При смыкании челюстей в талонидный бассейн упирается вершина протокона последующего зуба верхней челюсти. Таким образом, к режущему действию сторон тригона и тригонида добавляется давящее действие в области талонида. Описанный тип зуба называется трибосфеническим и является исходным для зубов сумчатых и плацентарных.
Строение моляров является одним из важнейших признаков при описании ископаемых останков млекопитающих и определения их таксономического положения.